# Niemczyn (Podlachie)
Pour les articles homonymes, voir Niemczyn.
Niemczyn est un village de Pologne, situé dans la gmina de Czarna Białostocka, dans le Powiat de Białystok, dans la voïvodie de Podlachie.

## Source
- (en) Cet article est partiellement ou en totalité issu de l’article de Wikipédia en anglais intitulé « Niemczyn, Podlaskie Voivodeship » (voir la liste des auteurs).